# Сельское поселение Благовещенка
Се́льское поселе́ние Благове́щенка — муниципальное образование в Прохладненском районе Кабардино-Балкарской Республике.
Административный центр — село Благовещенка.

## География
Муниципальное образование расположено в юго-западной части Прохладненского района. В состав сельского поселения входят 7 населённых пунктов.
Общая площадь территории сельского поселения составляет — 66,75 км2.
Граничит с землями муниципальных образований: Черниговское на севере, Алтуд на востоке и Баксанёнок на западе. На юге земли сельского поселения ограничены государственным заказником Гедуко.
Сельское поселение расположено на наклонной Кабардинской равнине, в равнинной зоне республики. Средние высоты на территории сельского поселения составляют 288 метров над уровнем моря. Рельеф местности представляет собой в основном предгорные волнистые равнины с общим уклоном с юго-запада на северо-восток. Долины рек изрезаны многочисленными балками и понижениями.
Гидрографическая сеть на территории сельского поселения представлена в основном рекой Баксанёнок, Новая Нахаловка, Гедуко, а также родниковыми источниками. Благодаря близкому залеганию грунтовых вод к поверхности земли, сельское поселение высоко обеспечена водой.
Климат влажный умеренный с тёплым летом и прохладной зимой. Амплитуда температуры воздуха колеблется от средних +23,0°С в июле, до средних -2,5°С в январе. Среднегодовая температура составляет +10,5°С. Среднегодовое количество осадков составляет около 600 мм.

## История
Земельная реформа проведённая царским правительством в Кабарде в 1864—1869 годах, повысила значение земли как частной собственности, которую можно было продать, закладывать или же сдавать в аренду. Большинство кабардинских князей не имея технических средств для ведения своих хозяйств на новых капиталистических началах, вынуждены были продавать или сдавать в аренду свои земли помещикам-предпринимателям, богатеям из русских, украинских и осетинских переселенцев.
В 1887 году богатый переселенец Коскин купил у кабардинского князя Тыжева сравнительно небольшой надел земли и основал на нём хутор, который крестьяне назвали именем его владельца Коскиным. В 1902 году князь Тыжев также кусок своей земли дал в аренду богатому предпринимателю из Херсонской губернии — овцеводу Грабовцу. Помещик вскоре разорился и продал свою землю переселенцам из Полтавской губернии. Новые переселенцы назвали основанный ими хутором Грабовцовским.
В то же время, следуя примеру Тыжева, князь Наурузов дал в аренду кусок своей земли отставному полковнику Агроновичу и помещику-предпринимателю Сафёрову, а также поручикам — казакам Бажанову и Луцеву. Ими были основаны хутора Александровский, Баженовский и Петропавловский.
В 1903 году у кабардинских князей стал арендовать землю осетинский предприниматель Цораев Темирбулат, который перевёз из Северной Осетии значительное количество рода Цораевых и основал хутор Цораевский. Тем же путём шёл и другой осетинский предприниматель Алпанов. Вскоре, разорённые своими богатеями безземельные крестьяне осетинской национальности стали спускаться с высокогорий и арендовать землю у Алпанова. Так в 1903 году был основан хутор Ново-Осетинский.
В первые годы советской власти, переселенцами были основаны хутора Минский и Первомайский.
В 1924 году собрание жителей хуторов решило назвать новообразованный сельский Совет — Первомайским, с административным центром в новообразованном селе — Первомайский. Всего в состав Первомайского сельсовета было включено 8 населённых пунктов.
В 1959 году был упразднён хутор Баженовский, а Первомайский сельсовет был передан из упраздняемого Прималкинского района в состав Прохладненского района.
В 1992 году Первомайский сельсовет был реорганизован и переименован в Благовещенскую сельскую администрацию.
Муниципальное образование Благовещенка наделено статусом сельского поселения Законом Кабардино-Балкарской Республики от 27.02.2005 №13-РЗ «О статусе и границах муниципальных образований в Кабардино-Балкарской Республике».

## Население
| 2002  | 2010  | 2012  | 2013  | 2014  | 2015  | 2016  |
| ----- | ----- | ----- | ----- | ----- | ----- | ----- |
| 2023  | ↘1993 | ↘1945 | ↘1917 | ↘1887 | ↘1870 | ↘1851 |
| 2017  | 2018  | 2019  | 2020  | 2021  | 2023  | 2024  |
| ↗1876 | ↗1886 | ↘1874 | ↗1941 | ↘1448 | ↗1458 | ↗1471 |
| 2025  |       |       |       |       |       |       |
| ↘1467 |       |       |       |       |       |       |

Процент от населения района — 2.91 %
Плотность — 21.98 чел./км2.

### Национальный состав
По данным Всероссийской переписи населения 2010 года:
| Народ      | Численность, чел. | Доля от всего населения, % |
| ---------- | ----------------- | -------------------------- |
| русские    | 1 242             | 62,3 %                     |
| осетины    | 343               | 17,2 %                     |
| кабардинцы | 78                | 3,9 %                      |
| корейцы    | 71                | 3,6 %                      |
| армяне     | 56                | 2,8 %                      |
| украинцы   | 34                | 1,7 %                      |
| балкарцы   | 23                | 1,2 %                      |
| цыгане     | 20                | 1,0 %                      |
| другие     | 74                | 3,7 %                      |
| не указали | 52                | 2,6 %                      |
| всего      | 1 993             | 100 %                      |

По данным Всероссийской переписи населения 2021 года:
| Народ               | Численность, чел. | Доля от всего населения, % |
| ------------------- | ----------------- | -------------------------- |
| русские             | 931               | 64,29 %                    |
| осетины             | 199               | 13,74 %                    |
| кабардинцы          | 163               | 11,27 %                    |
| балкарцы            | 39                | 2,69 %                     |
| армяне              | 33                | 2,28 %                     |
| корейцы             | 23                | 1,59 %                     |
| другие / не указано | 60                | 4,14 %                     |
| всего               | 1 448             | 100,0 %                    |

## Состав поселения
| № | Населённый пункт | Тип населённого пункта       | Население | Доля от населения (%) |
| - | ---------------- | ---------------------------- | --------- | --------------------- |
| 1 | Александровский  | хутор                        | ↘176      | 14,2 %                |
| 2 | Благовещенка     | село, административный центр | ↘233      | 15,0 %                |
| 3 | Грабовец         | хутор                        | ↘160      | 10,7 %                |
| 4 | Минский          | хутор                        | ↘181      | 11,4 %                |
| 5 | Ново-Осетинский  | хутор                        | ↘392      | 25,9 %                |
| 6 | Петропавловский  | хутор                        | ↘198      | 16,7 %                |
| 7 | Цораевский       | хутор                        | ↘108      | 6,1 %                 |

## Местное самоуправление
Администрация сельского поселения Благовещенка — село Благовещенка, ул. Ленина, 96.
Структуру органов местного самоуправления сельского поселения составляют:
- Исполнительно-распорядительный орган — Местная администрация сельского поселения Благовещенка. Состоит из 6 человек.
  - Глава администрации сельского поселения — Горностаев Геннадий Михайлович.
- Представительный орган — Совет местного самоуправления сельского поселения Благовещенка. Состоит из 10 депутатов, избираемых на 5 лет.
  - Председатель Совета местного самоуправления сельского поселения — Горностаев Геннадий Михайлович.

## Инфраструктура
Из объектов социальной инфраструктуры, на территории сельского поселения расположены одно дошкольное учреждение, средняя школа, дом культуры и др.

## Экономика
Экономика сельского поселения целиком связано с сельским хозяйством. На территории муниципального образования функционируют два предприятия районного значения.

## Примечание
1. 1 2  Численность постоянного населения Российской Федерации по муниципальным образованиям на 1 января 2025 года — М.: Росстат, 2025.
2. ↑  Портал правительства КБР. Дата обращения: 25 января 2012. Архивировано из оригинала 10 сентября 2012 года.
3. ↑  Численность населения Кабардино-Балкарской Республики по сельским населённым пунктам по итогам ВПН-2002
4. ↑  Численность населения КБР в разрезе населённых пунктов по итогам Всероссийской переписи населения 2010 года
5. ↑  Численность населения Российской Федерации по муниципальным образованиям. Таблица 35. Оценка численности постоянного населения на 1 январ
6. ↑  Численность населения Российской Федерации по муниципальным образованиям на 1 января 2013 года. Таблица 33. Численность населения городских округов, муниципальных районов, городских и сельских поселений, городских населённых пунктов, сельских населённых пунктов — Росстат, 2013. — 528 с.
7. ↑  Таблица 33. Численность населения Российской Федерации по муниципальным образованиям на 1 января 2014 года
8. ↑  Численность населения Российской Федерации по муниципальным образованиям на 1 января 2015 года
9. ↑  Численность населения Российской Федерации по муниципальным образованиям на 1 января 2016 года — 2018.
10. ↑  Численность населения Российской Федерации по муниципальным образованиям на 1 января 2017 года — М.: Росстат, 2017.
11. ↑  Численность населения Российской Федерации по муниципальным образованиям на 1 января 2018 года — М.: Росстат, 2018.
12. ↑  Численность населения Российской Федерации по муниципальным образованиям на 1 января 2019 года
13. ↑  Численность населения Российской Федерации по муниципальным образованиям на 1 января 2020 года
14. 1 2 3 4 5 6 7 8  Итоги Всероссийской переписи населения 2020 года (по состоянию на 1 октября 2021 года)
15. ↑  Численность постоянного населения Российской Федерации по муниципальным образованиям на 1 января 2023 года (с учётом итогов Всероссийской п — Росстат, 2023.
16. ↑  Численность постоянного населения Российской Федерации по муниципальным образованиям на 1 января 2024 года — Росстат, 2024.
17. ↑  Том 3. Таблица 4. Население по национальности и владению русским языком по муниципальным образованиям и населенным пунктам КБР. Дата обращения: 6 июня 2019. Архивировано из оригинала 6 марта 2016 года.
18. ↑  Итоги Всероссийской переписи населения 2020 года. Том 5. Национальный состав и владение языками. Таблица 1. Национальный состав населения Кабардино-Балкарской Республики, городских округов и муниципальных районов. Дата обращения: 9 октября 2023. Архивировано 16 октября 2023 года.